# Facelet
A Facelet technológia egy nyílt forráskódú web sablon rendszer, amelyet a JavaServer Faces keretrendszerben a megjelenítő oldalak leírására használnak. A Faceletek szabványos XML alapú dokumentumok. Leírhatóak vele a JSF felhasználói felületet reprezentáló komponensek, így felépíthető a nézet oldalt tükröző JSF komponensfa.
Kezdetben a Faceletek egy alternatív nézet leíró nyelvként szolgáltak, a JSF korábbi változatai a JSP-t használták a megjelenítésre. A JSF 2 már a Faceleteket használja alapértelmezetten.
A Faceletek nagyban támogatják a tartalom újrafelhasználását. A lehetőségek között megtalálható a külső lap beemelése, saját elemek, összetett komponensek készítése. Emellett sablonozás is lehetséges.

## A Faceletek lehetőségei

### Sablonozás
A Faceletek lehetőséget nyújtanak a sablonozásra. Ezt azt jelenti, hogy egy oldalon elhelyezhetünk helyőrző elemeket, amelyekhez egy másik oldalon definiálhatunk tartalmat.
A következő példa bemutatja a sablonok használatát:
templates/layout.xhtml
```
<?xml version="1.0" encoding="UTF-8"?>

<!DOCTYPE html PUBLIC "-//W3C//DTD XHTML 1.0 Transitional//EN" 

"http://www.w3.org/TR/xhtml1/DTD/xhtml1-transitional.dtd">

<html
 
xmlns=
"http://www.w3.org/1999/xhtml"

	
xmlns:h=
"http://java.sun.com/jsf/html"

	
xmlns:ui=
"http://java.sun.com/jsf/facelets"
>

<h:body>

	
<div
 
id=
"header"
>

		
<ui:insert
 
name=
"header"
>

			
Alapértelmezett
 
fejléc

		
</ui:insert>

	
</div>

	
<div
 
id=
"content"
>

		
<ui:insert
 
name=
"content"
>

			
A
 
fő
 
tartalom
 
helye

		
</ui:insert>

	
</div>

</h:body>

</html>

```

Az <ui:insert> elemek helyőrzők a tartalom számára. A nyitó és záró tag közötti rész akkor kerül megjelenítésre, ha a sablont felhasználó kliens lap nem definiálja a megfelelő tartalmat.
sablon-kliens.xhtml
```
<ui:composition
 
template=
"/templates/layout.xhtml"

    
xmlns=
"http://www.w3.org/1999/xhtml"

    
xmlns:ui=
"http://java.sun.com/jsf/facelets"
>

    
<ui:define
 
name=
"content"
>

        
Ez
 
a
 
szöveg
 
kerül
 
a
 
fő
 
tartalom
 
helyére.

    
</ui:define>

</ui:composition>

```

A fenti sablon kliens lap saját tartalmi részt definiál. Erre a <ui:define> elemek használhatóak. A definíciókat nyitó és záró <ui:composition> elemek között kell elhelyezni, az ezen kívüli részek nem lesznek megjelenítve. A példában a header rész nem lesz kicserélve, hiszen azt a sablon kliens nem definiálta.

### Fájl beemelése
A sablonozás mellett lehetőség van már megírt Faceletek tartalmát egy egyszerű hivatkozással hozzáadni az oldalhoz. Ezt a <ui:include> elemmel lehet megtenni. A hivatkozott fájl nevét az src attribútum értékeként kell megadni.
include-pelda.xhtml
```
<?xml version="1.0" encoding="UTF-8"?>

<!DOCTYPE html PUBLIC "-//W3C//DTD XHTML 1.0 Transitional//EN" 

"http://www.w3.org/TR/xhtml1/DTD/xhtml1-transitional.dtd">

<html
 
xmlns=
"http://www.w3.org/1999/xhtml"

	
xmlns:h=
"http://java.sun.com/jsf/html"

	
xmlns:ui=
"http://java.sun.com/jsf/facelets"
>

<h:body>

	
<div
 
id=
"header"
>

		
<ui:insert
 
name=
"header"
>

			
<ui:include
 
src=
"/templates/default-header.xhtml"
 
/>

		
</ui:insert>

	
</div>

	
<div
 
id=
"content"
>

		
<ui:insert
 
name=
"content"
>

			
A
 
fő
 
tartalom
 
helye

		
</ui:insert>

	
</div>

</h:body>

</html>

```

A példa az előző sablon példa módosítása: az alapértelmezett fejlécet egy külön fájl tartalmazza és ezt emeljük be.

### Saját tagek
Lehetőség van saját tagek létrehozására is. Ezeket külön lapon kell megírni, a megvalósítást <ui:composition> és </ui:composition> közé írva. Egy taglib XML fájlban lehet hozzárendelni őket egy XML névtérhez.
Egy ilyen taglib XML felépítését mutatja a következő példa. Tegyük fel, hogy a regisztrálandó saját tag a mytag.xhtml fájlban van megírva.
mytag.taglib.xml
```
<?xml version="1.0" encoding="UTF-8"?>

<facelet-taglib
 

     
xmlns=
"http://java.sun.com/xml/ns/javaee"

     
xmlns:xsi=
"http://www.w3.org/2001/XMLSchema-instance"

     
xsi:schemaLocation=
"http://java.sun.com/xml/ns/javaee http://java.sun.com/xml/ns/javaee/web-facelettaglibary_2_0.xsd"

     
version=
"2.0"
>

     
<namespace>
http://example.com/my
</namespace>

     
<tag>

          
<tag-name>
mytag
</tag-name>

          
<syntaxhighlight>
mytag.xhtml

```

```
    </tag>
```

</facelet-taglib>
</syntaxhighlight>
A <namespace> jelöli a kívánt névteret, a <tag-name> pedig azt, hogy milyen néven akarunk a tagre hivatkozni. A <syntaxhighlight> pedig a taget tartalmazó fájl elérési útja. Egy példa a tag használatára:
mytag-pelda.xhtml
```
<!DOCTYPE html PUBLIC "-//W3C//DTD XHTML 1.0 

Transitional//EN" "http://www.w3.org/TR/xhtml1/DTD/xhtml1-transitional.dtd">

<html
 
xmlns=
"http://www.w3.org/1999/xhtml"
 

    
xmlns:h=
"http://java.sun.com/jsf/html"

    
xmlns:ui=
"http://java.sun.com/jsf/facelets"

    
xmlns:sajat=
"http://example.com/my"
>

    
<h:body>

         
Itt
 
használjuk
 
a
 
taget:
 

         
<sajat:mytag>

    
</h:body>

</html>

```

### Összetett komponensek
A Faceletek további lehetősége az összetett komponensek létrehozása. Az összetett komponenseket egy előre meghatározott, resources nevű könyvtárban kell elhelyezni (ezen belül hozhatunk létre alkönyvtárakat is). A komponens automatikusan kap nevet és XML névteret. A névtér http://java.sun.com/jsf/composite, utána írva az esetleges a könyvtár nevét. Az elem neve megegyezik az .xhtml fájl nevével kiterjesztés nélkül.
resources/sajat/udv.xhtml
```
<ui:composition

    
xmlns=
"http://www.w3.org/1999/xhtml"

    
xmlns:ui=
"http://java.sun.com/jsf/facelets"
 

    
xmlns:h=
"http://java.sun.com/jsf/html"

    
xmlns:cc=
"http://java.sun.com/jsf/composite"
>

    
<cc:interface>

    	
<cc:attribute
 
name=
"nev"
 
/>

    
</cc:interface>

    
<cc:implementation>
 

        
<h:outputText
 
value=
"Üdvözöllek, #{cc.attrs.nev}!"
/>

    
</cc:implementation>

</ui:composition>

```

A példán is látható, hogy a komponens megadása két részre osztható: az interfészre és az implementációs részre. Az interfészben adhatunk meg attribútumokat, amelyek értékét a komponenst felhasználó oldal határozza meg. Ezekre az attribútumokra az implementációs részben a cc.attrs.ATTRIBUTUM_NEVE módon hivatkozhatunk.
Egy példa a használatra:
udv-pelda.xhtml
```
<!DOCTYPE html PUBLIC "-//W3C//DTD XHTML 1.0 Transitional//EN" "http://www.w3.org/TR/xhtml1/DTD/xhtml1-transitional.dtd">
 

<html
 
xmlns=
"http://www.w3.org/1999/xhtml"

    
xmlns:ui=
"http://java.sun.com/jsf/facelets"
 

    
xmlns:my=
"http://java.sun.com/jsf/composite/sajat"
>

    
<my:udv
 
nev=
"Teszt Elek"
 
/>

</html>

```